# Apeadeiro de Louro
O Apeadeiro de Louro é uma interface da Linha do Minho, que serve a localidade de Louro, no concelho de Vila Nova de Famalicão, em Portugal.

## Descrição

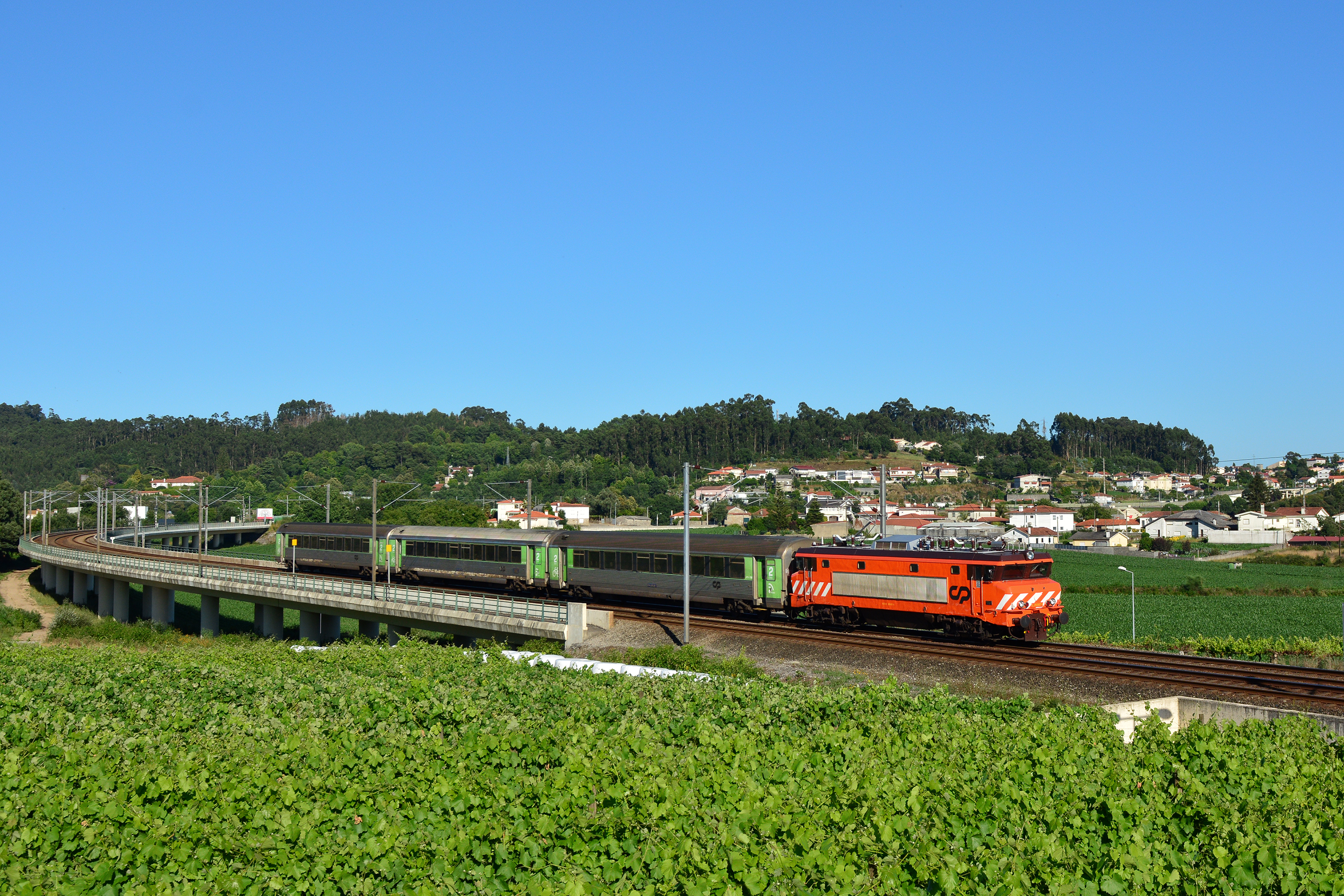
Comboio interRegional aproximando-se do apeadeiro de Louro (onde passa sem paragem), em 2021.

### Localização e acessos
O apeadeiro está situado junto à Rua Dona Joaquina Nunes de Oliveira, no concelho de Famalicão, no seio da malha urbana da localidade nominal, junto à respetiva junta de freguesia; Gavião, a antiga localidade nominal, situa-se porém a mais de três quilómetros, sendo efetivamente muito mais bem servida pelo vizinho apeadeiro de Mouquim.

### Infraestrutura
Como apeadeiro numa linha de via dupla, esta interface apresenta-se nas duas vias de circulação (I e II) cada uma acessível por plataforma — ambas com de 220 m de comprimento e 68 cm de altura. O edifício de passageiros situa-se do lado sudoeste da via (lado esquerdo do sentido ascendente, a Monção).

### Serviços
Em dados de 2023, esta interface é servida por comboios de passageiros da C.P. de tipo urbano no serviço “Linha de Braga”, tipicamente com vinte circulações diárias em cada sentido entre Porto - São Bento ou Famalicão e Braga.

## História
Este apeadeiro situa-se no troço entre Porto e Nine da Linha do Minho, que entrou ao serviço, em conjunto com o Ramal de Braga, em 21 de Maio de 1875.